# Stazione di Matsudo
La stazione di Matsudo (松戸駅?, Matsudo-eki) è una stazione ferroviaria di Matsudo, città della prefettura di Chiba e servita dalle linee Jōban locale e rapida della JR East, e dalla linea Shin-Keisei delle Ferrovia Shin-Keisei.

## Linee
JR East
■ Linea Jōban (locale)
■ Linea Jōban Rapida
 Ferrovia Shin-Keisei
●SL Linea Shin-Keisei

## Struttura

### Stazione JR
La stazione è dotata di tre banchine centrali a isola con sei binari. Presso la stazione di Matsudo fermano anche i treni rapidi.
| 1-2 | ■ Linea Jōban Rapida   | per Kashiwa, Toride, Narita, Toura e Mito     |
| 2-3 | ■ Linea Jōban Rapida   | per Kita-Senju, Nippori e Ueno                |
| 4-5 | ■ Linea Jōban (locale) | per Kashiwa, Abiko e Toride                   |
| 5-6 | ■ Linea Jōban (locale) | per Kita-Senju, Nishi-Nippori e Yoyogi-Uehara |

### Stazione Shin-Keisei
La stazione delle ferrovia Shin-Keisei è il capolinea della linea Shin-Keisei, e dispone di una banchina a isola con due binari.
| 7-8 | ●SL Linea Shin-Keisei | per Kamihongō, Yabashira, Shin-Kamagaya, Kita-Narashino e Keisei-Tsudanuma |

## Stazioni adiacenti
| «                    | Servizio             | »                    |
| Linea Jōban - Rapida | Linea Jōban - Rapida | Linea Jōban - Rapida |
| -------------------- | -------------------- | -------------------- |
| Kita-Senju           | Rapido               | Kashiwa              |
| Nippori              | Rapido speciale      | Kashiwa              |
| Linea Jōban - Locale |                      |                      |
| Kanamachi            | Locale               | Kita-Matsudo         |
| Linea Shin-Keisei    |                      |                      |
| Capolinea            | Locale               | Kamihongō            |